# Silvia Urbina
Silvia Ofelia Urbina Pinto (4 de enero de 1928-20 de enero de 2016) fue una cantante y folclorista chilena, de vasta trayectoria en la investigación y difusión de la música folclórica de Chile. Fue una de las fundadoras del grupo Conjunto folclórico Cuncumén y creadora del grupo infantil Cuncumenitos.

## Vida y obra
Titulada como Educadora de Párvulos, inició sus estudios de folclore con Margot Loyola en las escuelas de temporada de la Universidad de Chile, e incrementó sus conocimientos con su amiga Violeta Parra. Además, realizó distintos cursos con Gabriela Pizarro, Raquel Barros, Manuel Denneman y Onofre Alvarado, entre otros. 
Fue cofundadora en 1955 del Conjunto folclórico Cuncumén dirigido por Rolando Alarcón, siendo éste el primer grupo mixto que se dedicó al estudio, investigación y difusión del folclore nacional.[cita requerida] Con Cuncumén recorrió varios países, y tuvo la oportunidad de compartir escenario con los cantautores Víctor Jara y Héctor Pavez. En 1961 se alejó del grupo y creó el primer conjunto folclórico infantil llamado Cuncumenitos, en el que aplicó su profesión de educadora en la formación de niños dedicados al folclor chileno.
Cantó y grabó discos a dúo con músicos como Rolando Alarcón y Patricio Manns. Con este último grabó la voz de la canción «Cautivo de Til Til». y hasta la fecha se ha mantenido activa en diversos escenarios folclóricos. Ha sido presidenta de la Asociación Nacional del Folclor de Chile, ANFOLCHI.
En 2004 fue galardonada con el Premio Nacional de Folclore, otorgado por el Sindicato de Folcloristas y Guitarristas de Chile. En 2012 recibió una pensión de gracia y un año más tarde fue condecorada con el Premio a la Música Nacional Presidente de la República.
Tuvo un hijo con Patricio Manns llamado Ian Manns Urbina. Ella, el 20 de enero de 2016, fallece de un infarto, a los 88 años de edad. En su funeral fue despedida por representantes del Partido Comunista, y sus restos fueron enterrados en el Cementerio Metropolitano.

## Militancia política
Urbina militó en el Partido Comunista de Chile desde muy joven.

## Premios
- 2004: Premio Nacional de Folclore[2]